# Султан-Байсонкур
Султан-Байсонкур (1481—1493) — 4-й правитель Держави Ак-Коюнлу в 1490—1492 роках.

## Життєпис
Син правителя Ак-Коюнлу Султан-Якуба та Гоуїар-султан (доньки Фаррух Ясара, ширваншаха). Народився у 1481 році. Після раптової смерті батька у 1490 році оголошений правителем держави. Втім, фактична влада перебувала у його атабека Халіль-бега Моуселу. Невдовзі проти нього повстали потужні племена порнеків та каджарів. Вони підтримали претендента на трон Рустема, що доводиться стриєчним братом султанові.
У 1492 році Султан-байсонкура було повалено. Новим правителем став Рустем. Війська, вірні Султан-байсонкуру, спробували відновити його на троні, але зазнали поразки. У 1493 році за невідомих обставин того було вбито.